# Karl-Hermann Freiherr von Brand zu Neidstein
Karl-Hermann Freiherr von Brand zu Neidstein (* 16. Juli 1915 in Altona; † 18. September 1984 in Holzkirchen) war ein deutscher Offizier und Militärschriftsteller. Er war von 1963 bis 1974 Leiter des heutigen Wehrgeschichtlichen Museums (WGM) in Rastatt.

## Leben
Freiherr von Brand zu Neidsteins Familie stammte aus der Oberpfalz. Er wurde im Ersten Weltkrieg 1915 als Sohn eines württembergischen Offiziers in der preußischen Provinz Schleswig-Holstein geboren. Er wuchs überwiegend in Württemberg auf, von 1922 bis 1929 lebte er in Chile. 1934 legte er sein Abitur in Schwäbisch Gmünd ab.
Im Anschluss trat er als Fahnenjunker in das 13. (Württ.) Infanterie-Regiment in Ludwigsburg ein. Er besuchte die Kriegsschule in Dresden. In die Wehrmacht übernommen, diente er ab 1936 als Leutnant im Infanterie-Regiment 35 in Tübingen. 1939 wurde er zum Oberleutnant befördert. Im Zweiten Weltkrieg war er anfangs als Kompaniechef eingesetzt; beteiligt war er am Frankreich- und am Russlandfeldzug. 1942 wurde er wegen einer Nierenerkrankung in ein Lazarett verbracht. Ab 1944 wurde der Hauptmann im Stabe der Heeresgruppe Kesselring in Italien verwendet. Als Stabsoffizier geriet er in US-amerikanische Kriegsgefangenschaft.
Nach der Entlassung wurde er Geschäftsführer der Arbeitsgemeinschaft für Kameradenwerke und Traditionsverbände e. V. in Stuttgart und 1953 Mitbegründer der dort herausgegebenen Monatszeitschrift Alte Kameraden, die er mit aufbaute.
Im Jahre 1956 trat er als Major in das Heer der Bundeswehr ein, wo er zunächst im Stab des Wehrbereichskommandos V in Stuttgart-Bad Cannstatt und Böblingen eingesetzt war. Fünf Jahre war er Lehrer für Militär- und Kriegsgeschichte an der Heeresoffizierschule II in Husum und der Heeresoffizierschule III in München. 1963 wurde der Oberstleutnant als Nachfolger von Oberst a. D. Erich Blankenhorn (kommissarischer) Leiter des „Historischen Museums Schloß Rastatt“. 1969 wurde das Museum von der Bundeswehr übernommen und in „Wehrgeschichtliches Museum Rastatt“ umbenannt. Mit Erreichen der Altersgrenze 1974 trat er außer Dienst.

## Publikationen
- 2000 Jahre schwäbisch-alemannisches Soldatentum. Ein Streifzug durch die Heeresgeschichte des südwestdeutschen Raumes von den Anfängen bis zum Beginn des 2. Weltkrieges. 6 Illustrierte Skizzen von Otto Roth, G. Braun, Karlsruhe 1956.
- mit Walter Transfeldt: Wort und Brauch im deutschen Heer. Geschichtliche und sprachkundliche Betrachtungen über Gebräuche, Begriffe und Bezeichnungen des deutschen Heeres in Vergangenheit und Gegenwart. Mit Bildern von Richard Knötel, Herbert Knötel u. a., 6. Auflage bearbeitet und erweitert von Otto Quenstedt,  H. G. Schulz, Hamburg 1967.
- mit Helmut Eckert: Kadetten. Band 1, Schild-Verlag, München 1981, ISBN 3-88014-072-3.

## Auszeichnungen
- Eisernes Kreuz II. und I. Klasse
- Bundesverdienstkreuz am Bande (26. Juni 1972)